# Aldomirowzi
Aldomirowzi (auch Aldomirovtsi, bulgarisch Алдомировци) ist ein Dorf in der Gemeinde Sliwniza, Oblast Sofia im Westen Bulgariens.

## Lage
Das Dorf liegt westlich der Sofiaebene inmitten der Sliwniza-Erhebungen, ca. 28 km nordwestlich der bulgarischen Hauptstadt Sofia. Das Gemeindezentrum Sliwniza befindet sich in 4 km Entfernung. In der Nähe liegt auch die Stadt Dragoman.
Rund 2 km vom Dorf befindet sich der Bahnhof Aldomirowzi an der Eisenbahnlinie Sofia-Kalotina-Pirot-Niš. Auch der Aldomirowzi-See liegt in der Nähe.

## Geschichte
Während des Serbisch-Bulgarischen Krieges von 1885/86 verlief die Frontlinie unmittelbar beim Dorf. Bei der Vorbereitung auf die entscheidende Schlacht bei Sliwniza errichtete die bulgarische Armee in den umliegenden Anhöhen Schutzgräben und Schanzen für die Artillerie, welche von dem Preslaw- und dem Rasgrad-Regiment eingenommen wurden. Am 6. Novemberjul. / 18. November 1885greg. wurden das Dorf und die bulgarischen Stellungen von serbischen Truppen der Šumadija- und der Drina-Division angegriffen. Die Bulgaren konnten ihre Stellungen halten und am folgenden Tag die Serben mit einer Gegenoffensive zurückschlagen.
Der von den bulgarischen Kommunisten betriebene Kollektivismus der Landwirtschaft und die staatlich verordnete Planwirtschaft führten zur Abwanderung der Bevölkerung vor allem in Richtung Sofia. In den letzten Jahren siedeln sich hier jedoch erneut junge Familien an.
Heute funktionieren im Dorf die Grundschule „Iwan Wasow“, ein Gesundheitszentrum und eine Post.
Der Ort ist seit 2011 Namensgeber für den Aldomir Ridge, einen Gebirgskamm im Grahamland in der Antarktis.

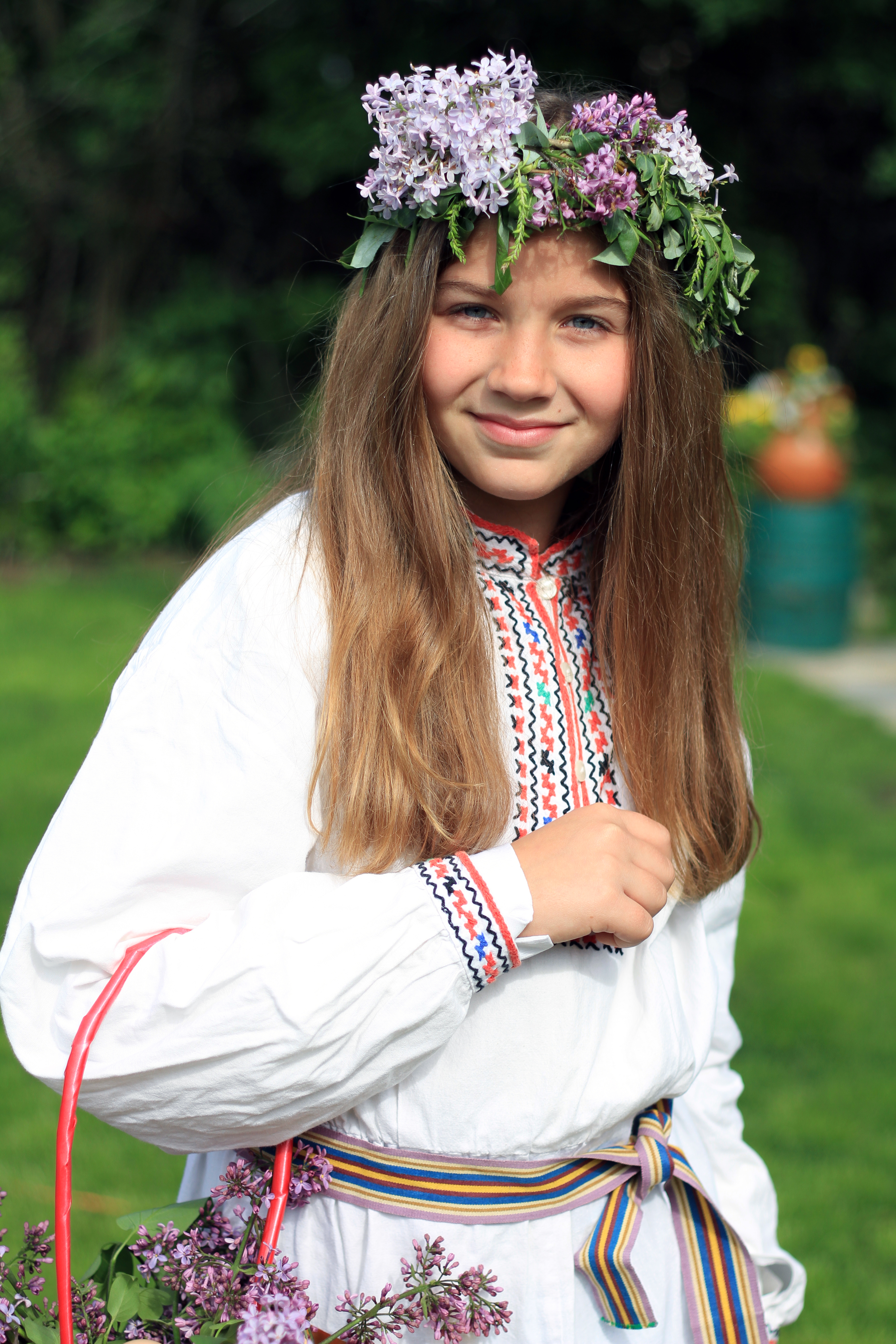
Lazarka from village of Aldomirovtsi, Bulgaria

## Sehenswürdigkeiten
- Auf der Anhöhe Mramora (bulg. Мрамора) befindet sich das erste Kriegsdenkmal Bulgariens. Hier sind neben den bulgarischen auch die gefallenen serbischen Soldaten beigesetzt.
- der Aldomirowzi-See
- Tschitalischte Swetlina
- Kirche Sweti Spridon (bulg. Свети Спиридон)

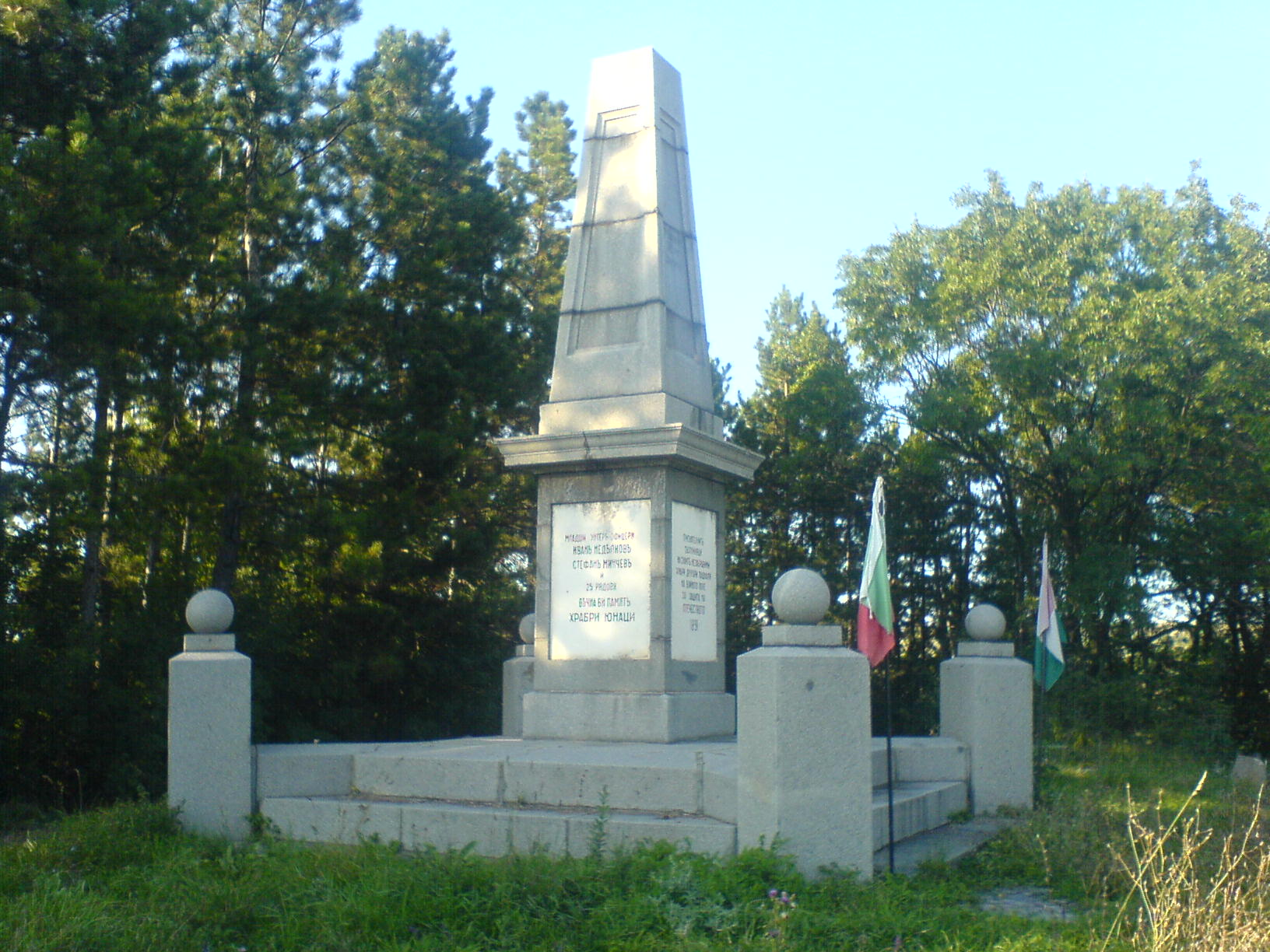
Das Kriegsdenkmal für die gefallenen Soldaten
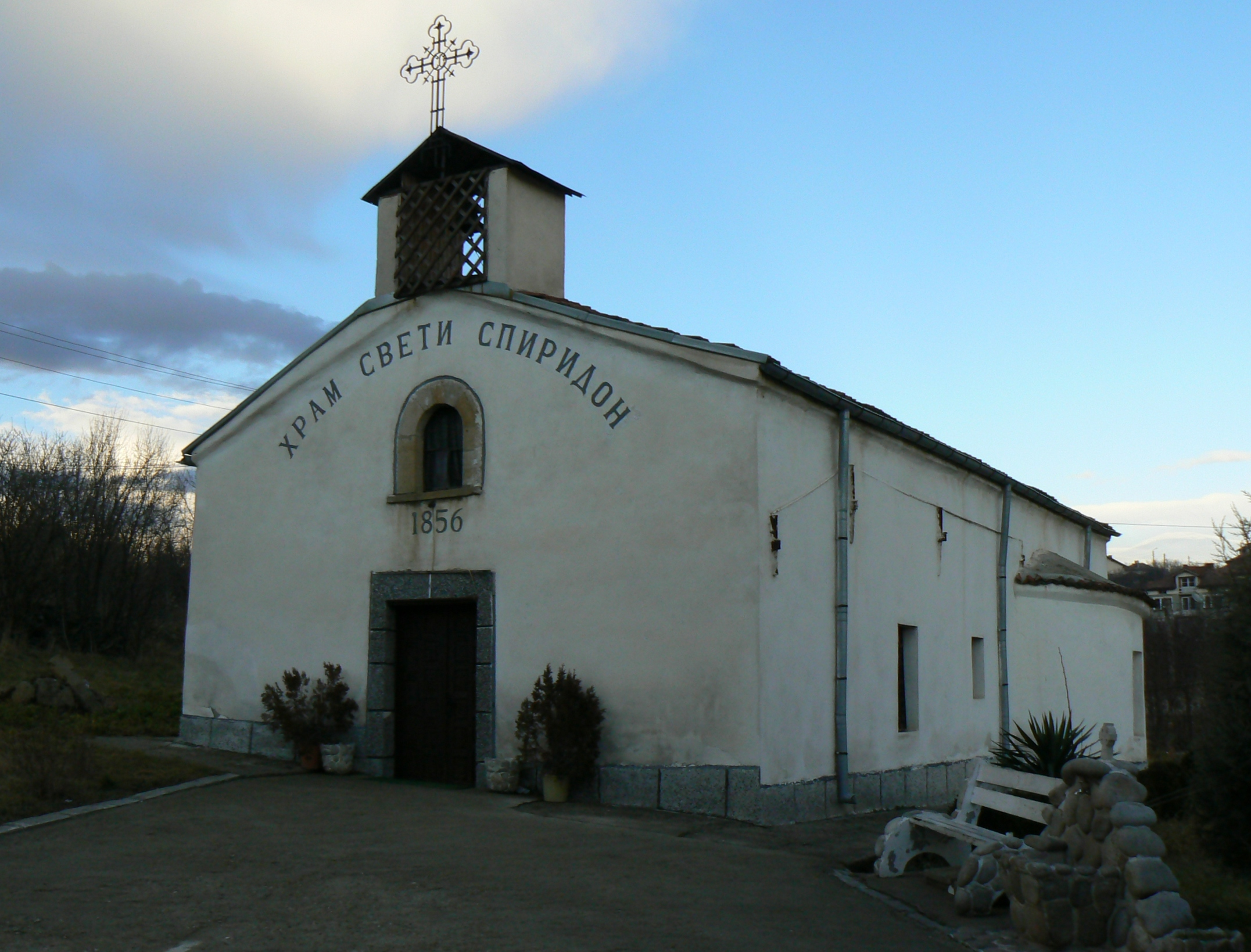
Die Kirche Sweti Spridon
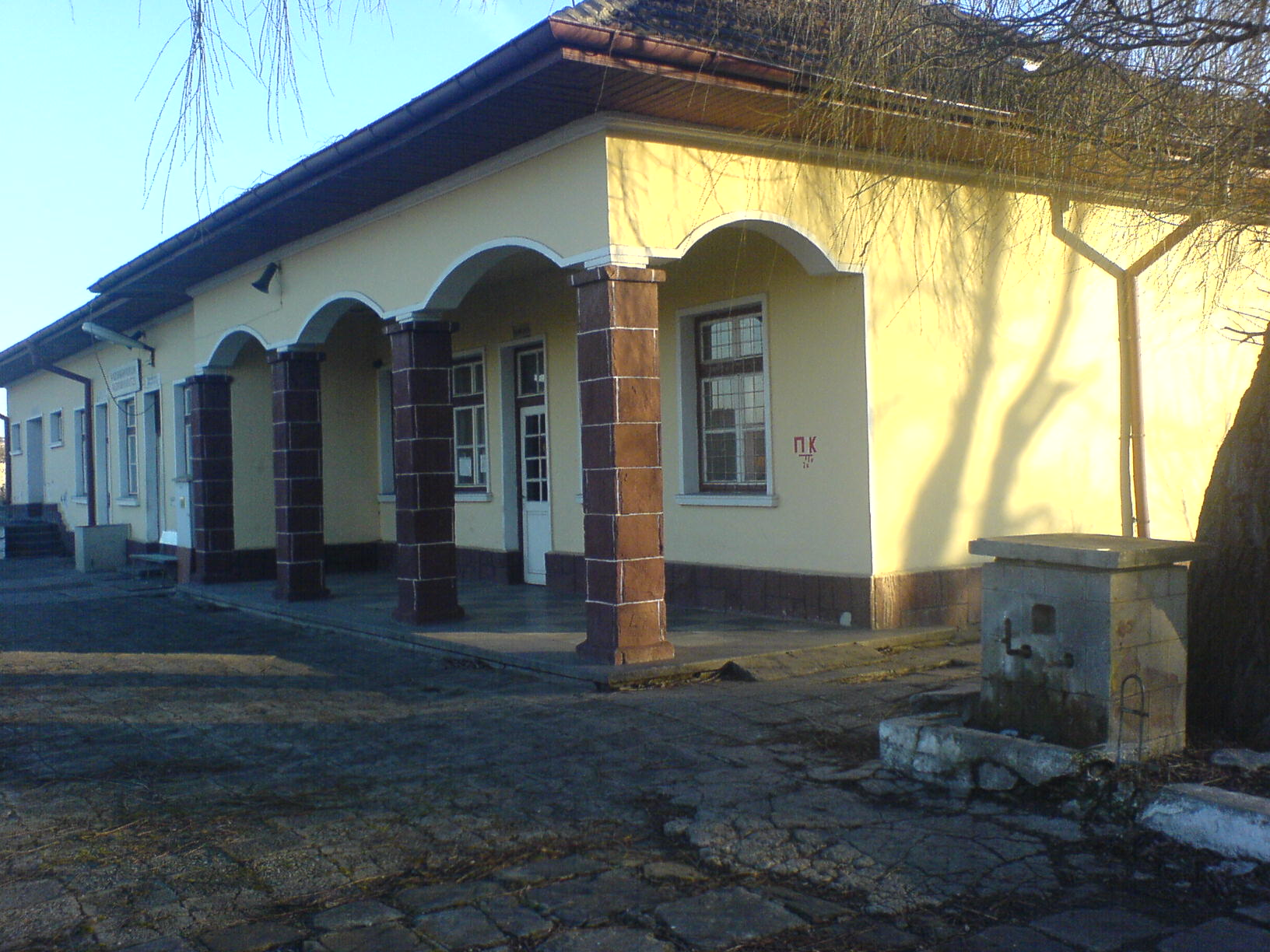
Der Bahnhof Aldomirowzi
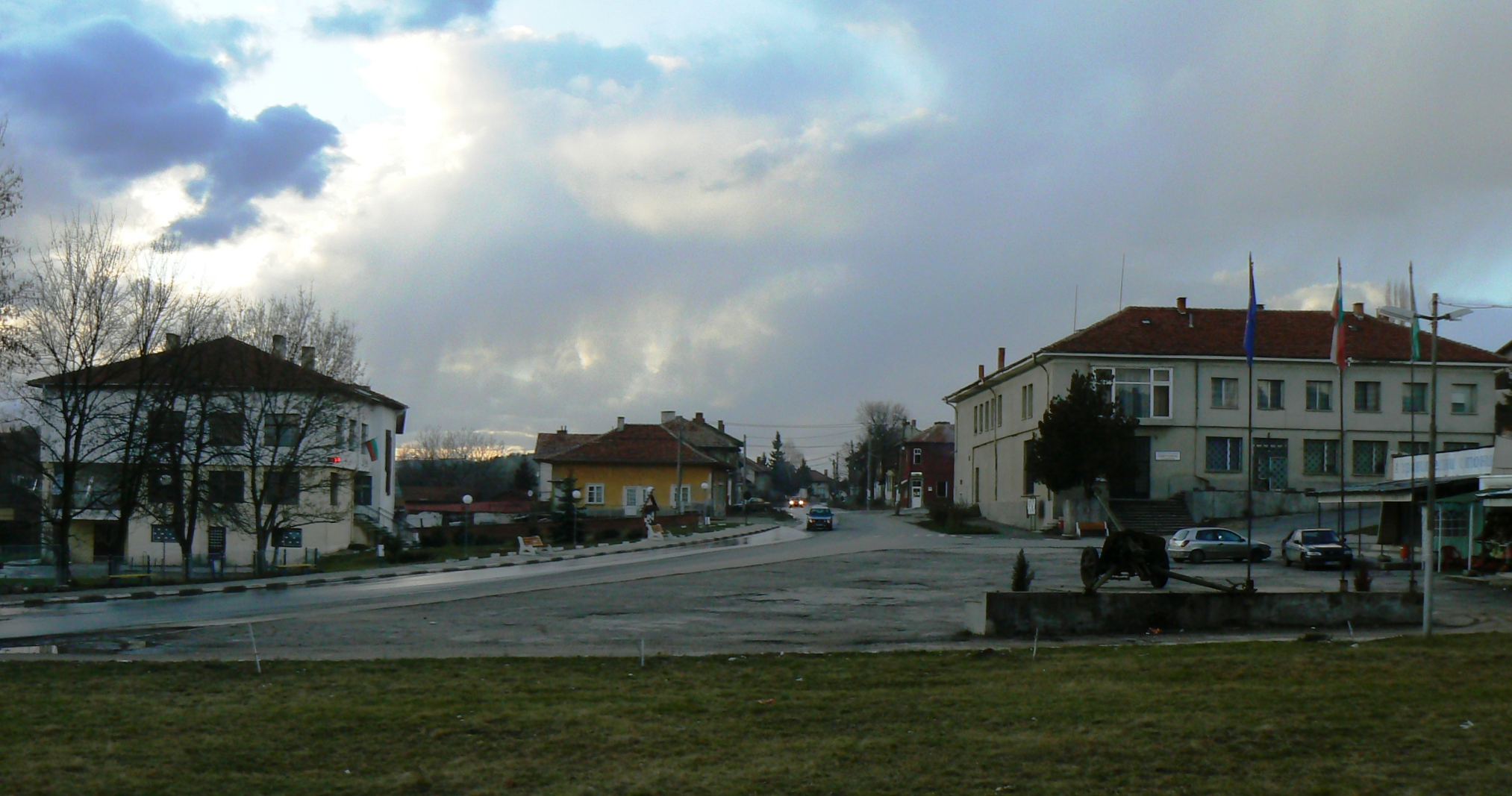
Der Dorfplatz heute (2010)